# Lelesz (Románia)
Lelesz (Lelese), település Romániában, Erdélyben, Hunyad megyében.

## Fekvése
Vajdahunyadtól nyugatra, Cserisor nyugati szomszédjában fekvő település.

## Története
Lelesz nevét 1733-ban említette először oklevél Leljesze néven.
1750-ben Lelasza, 1760-1762-ben Lelesz, 1808-ban Lelesz, Lelsdorf, Lelesu néven írták.
1910-ben 522 román, görögkeleti ortodox lakosa volt.
A trianoni békeszerződés előtt Hunyad vármegye Vajdahunyadi járásához tartozott.

## Hivatkozások

Lelesz egy régi, 1700-as évekből való térképen